# Attil
Attil (àrab: عتيل, ʿAttīl) és un municipi palestí de la governació de Tulkarem, a Cisjordània, 12 kilòmetres al nord-est de Tulkarem. Segons l'Oficina Central Palestina d'Estadístiques tenia 9.038 habitants el 2007. La majoria de la seva població està expatriada a Jordània, als estats àrabs del Golf, als Estats Units, a Europa i a altres parts del món. Attil és el punt de connexió entre les altres viles i Tulkarem. Limita amb Illar a l'est; Baqa ash-Sharqiyya al nord; la Línia Verda a l'oest; i Deir al-Ghusun al sud. Està envoltat per les muntanyes Nabhan, Aboora, Asad, i Shehadeh.

## Història
Attil és una vila antiga situada en un turó a la vora de les planes. S'han trobat terres de mosaic fragmentaris i columnes d'una església, juntament amb cisternes excavades a la roca, així com coves.

### Època otomana
Attil, igual que la resta de Palestina, va ser incorporada a l'Imperi Otomà en 1517, i en el cens de 1596 era part de la nàhiya o subdistricte de Jabal Sami que era sota la administració del liwà o districte de Nablus. La vila tenia 59 llars, totes musulmanes, i pagava impostos sobre blat, ordi, cultius d'estiu, oliveres, ingressos ocasionals, ruscs i/o cabres, i una premsa d'oli d'oliva, o del suc de raïm.
A finals del període otomà, en 1852, l'erudit estatunidenc Edward Robinson va descriure el seu pas per les viles de Zeita i Jatt de camí cap a 'Attil. De la pròpia Attil va dir que era "una vila considerable," situada en un turó amb planures al nord i al sud.
En 1863 l'explorador francès Victor Guérin visità la vila i la va anomenar Deir Attil.
En 1882 el Survey of Western Palestine del Fons per a l'Exploració de Palestina va descriure la vila com de mida considerable, situada en un turó al límit amb la planura, i envoltada de petites oliveres.

### Època del Mandat Britànic
Segons el cens organitzat en 1922 per les autoritats del Mandat Britànic, Attil tenia 1.656 musulmans. En el cens de Palestina de 1931, Attil, juntament amb Jalama, Al-Manshiyya i Zalafa tenia una població total de 2.207 persones, totes musulmanes llevat un drus, vivint en 473 cases.
En 1945 la població d'Attil era de 2.650 habitants, tots musulmans, amb 7.337 dúnams de terra segons un cens oficial de terra i població. 4.011 dúnams eren plantacions i terres de rec 2,527 usades per cereals, i 86 dúnams eren sòl edificat.

### Després de 1948
Després de la de la Guerra araboisraeliana de 1948, i després dels acords d'Armistici de 1949, Attil va restar en mans de Jordània. Després de la Guerra dels Sis Dies el 1967, ha estat sota ocupació israeliana